# Paris Saint-Germain Football Club 1972-1973
Questa voce raccoglie le informazioni riguardanti il Paris Saint-Germain Football Club nelle competizioni ufficiali della stagione 1972-1973.

## Stagione
Con una rosa completamente differente dall'anno precedente (rimasero solo cinque giocatori della rosa della stagione precedente) a causa della scissione del club e della conseguente retrocessione in terza divisione, il Paris Saint-Germain riuscì a ottenere la promozione in seconda divisione con una giornata di anticipo sulla conclusione del torneo.

## Maglie e sponsor
Lo sponsor tecnico della società è Le Coq Sportif. La prima divisa, utilizzata in quasi tutte le gare della stagione, è di colore rosso con bordi blu; la seconda e la terza, scarsamente utilizzate nel corso della stagione, sono rispettivamente di colore bianco e blu. A partire dalla decima giornata del campionato viene utilizzata una maglia rossa con girocollo e bordi bianchi e blu, con lo sponsor Montréal.
| Casa | Casa (alternativa) | Trasferta | Terza |

## Organigramma societario
Area direttiva
- Presidente: Henri Patrelle

Area tecnica
- Allenatore: Robert Vicot

## Rosa
| N. |                    | Ruolo | Calciatore       |
| -- | ------------------ | ----- | ---------------- |
|    | Francia (bandiera) | P     | Fabrice Py       |
|    | Francia (bandiera) | P     | Camille Choquier |
|    | Francia (bandiera) | D     | Michel Behier    |
|    | Francia (bandiera) | D     | Didier Ledunois  |
|    | Francia (bandiera) | D     | Christian Quéré  |
|    | Francia (bandiera) | D     | Pascal Schmit    |
|    | Francia (bandiera) | D     | Patrice Turpin   |
|    | Francia (bandiera) | D     | Patrice Zbinden  |
|    | Francia (bandiera) | D     | Éric Renaut      |
|    | Francia (bandiera) | C     | Jacky Laposte    |
|    | Francia (bandiera) | C     | Robin Leclercq   |
|    | Francia (bandiera) | C     | Michel Llodra    |

| N. |                    | Ruolo | Calciatore         |
| -- | ------------------ | ----- | ------------------ |
|    | Francia (bandiera) | C     | Bernard Lambert    |
|    | Francia (bandiera) | C     | Thierry Coutard    |
|    | Francia (bandiera) | C     | Bernard Dumot      |
|    | Francia (bandiera) | C     | Claude Rivet       |
|    | Francia (bandiera) | C     | Bernard Béréau     |
|    | Tunisia (bandiera) | A     | Kamel Ben Mustapha |
|    | Francia (bandiera) | A     | Jean-Louis Brost   |
|    | Togo (bandiera)    | A     | Othniel Dossevi    |
|    | Francia (bandiera) | A     | Michel Marella     |
|    | Francia (bandiera) | A     | Richard Vanquelles |
|    | Francia (bandiera) | A     | Christian André    |

## Statistiche

### Statistiche di squadra
| Competizione     | Punti | Totale | Totale | Totale | Totale | Totale | Totale | DR  |
| Competizione     | Punti | G      | V      | N      | P      | Gf     | Gs     | DR  |
| ---------------- | ----- | ------ | ------ | ------ | ------ | ------ | ------ | --- |
| Division 3       | 30    | 30     | 17     | 8      | 5      | 67     | 28     | +39 |
| Coppa di Francia | -     | 5      | 3      | 1      | 1      | 13     | 7      | +6  |
| Totale           |       | 35     | 20     | 9      | 6      | 80     | 35     | +45 |